# 카나이마 국립공원
카나이마 국립 공원(에스파냐어: Parque Nacional Canaima)은 베네수엘라 공화국 남동쪽에 위치한 국립 공원이다. 브라질, 가이아나 국경과 맞닿아 있다. 원주민인 페몬 인디언(Pemon people)의 거주지이기도 하다.

## 개요
1962년에 베네수엘라 공화국의 국립공원으로 지정되었고, 1994년에 유네스코의 세계 유산으로 등록되었다. 아직까지도 인류 미답의 장소가 있어 세계의 마지막 비경이라고 한다.

## 지형
면적은 약 30,000km2이다. 공원 주변에는 테푸이(Tepui, 탁상 산지)들이 있는데, 로라이마 테푸이와 아우얀 테푸이가 가장 유명하다. 테푸이는 판구조 이론의 영향을 거의 받지 않아 약 20억년전의 지질이 아직 남아 있다고 생각되고 있다.
로라이마 테푸이의 주위에는 그란 사바나 지대가 있다.

## 기후
열대성 기후가 나타난다. 12월부터 5월까지가 건기, 6월부터 11월까지가 우기이다.